# Vát
Vát község Vas vármegyében, a Szombathelyi járásban.

## Fekvése
A Gyöngyös-sík keleti részén fekszik, Szombathelytől 15 kilométerre kelet-északkeletre, Sárvártól 10 kilométerre nyugat-északnyugatra. A szomszédos települések: északkelet felől Szeleste, kelet felől Ölbő, délkelet felől Csénye és Bögöt, dél felől Porpác, délnyugat felől Vép, nyugat felől Nemesbőd, északnyugat felől pedig Vasszilvágy. Kevés híja van annak, hogy nem határos északnyugat felől még Vassurány községgel is.

### Megközelítése
Az M86-os autóút és a 86-os főút mellett, illetve a 88-as főút végpontjánál helyezkedik el, ami egyrészt meglehetősen jó elérhetőséget biztosít Vát számára, másrészt jelentős tranzitforgalommal is terheli az ott élőket.
A szomszédos települések többségével nincs közvetlen közúti kapcsolata, ez alól csak a 86-oson elérhető Szeleste és Nemesbőd képez kivételt, illetve Vasszilvágy, amely a váti belterület nyugati szélén induló 8635-ös úton érhető el.
Vasútvonal nem érinti, de 5-7 kilométeres körzetében három vonal is elhalad. A legközelebbi vasúti csatlakozási lehetőségeket a              Sopron–Szombathely-vasútvonalon a bő 5 kilométerre fekvő Acsád vasútállomás, a Hegyeshalom–Porpác-vasútvonalon a mintegy 6 kilométerre eső Ölbő-Alsószeleste vasútállomás, a Székesfehérvár–Szombathely-vasútvonalon pedig a 8 kilométerre lévő Vép vasútállomás kínálja.

## Nevének eredete
Neve a német Walt személynévből, vagy a wald (= erdő) főnévből származik, más elmélet szerint a 9. századi székely-fehér hun (kony) uralkodó gyerekkori nevéből Vat, felnőttkori neve Vác, Vacs, keresztény neve Sirák ered.

## Története
Ősidők óta lakott hely, határában vaskori sírhalmot is találtak. Okleveles forrás a falut 1226-ból említi először, Wald néven. Régi templomát legkorábban egy 1324-es forrás említi, 1404-ből pedig Péter nevű plébánosa is ismert. Első ismert birtokosa lukafalvi Zarka Miklós volt, aki Sarmasd faluval együtt 1329-ben kapta Károly Róbert királytól.
Lakói a 16. században reformátusok lettek és csak a 17. század elején tértek vissza a katolikus hitre. A birtokot a 17. század végén Nádasdy Tamás szerezte meg. 1698-ban még valószínűleg a középkori templom állt, mert egy akkori irat csak templomocskaként említi. A 18. század első felében a régi templom felhasználásával építették a mai templomot, valószínűleg Nádasdy Tamás adományából. Az 1921-es földreform során 130 katasztrális hold szántó és 50 házhely került kiosztásra, illetve értékesítésre.
Vályi András leírása szerint: "VÁTH. Magyar falu Vas Várm. földes Ura Gr. Nádasdy Uraság, fekszik Felső-Szilvágynak szomszédságában, mellynek filiája; határja síkos, földgye termékeny, réttye elég, és jó, legelője, fája, erdeje van, piatza Kőszegen, és Szombathelyen."
Fényes Elek szerint "Váth, magyar falu, Vas vmegyében, Sárvár és Szombathely közt: 550 kathol., 30 evang. lak. Közel a helységhez láthatni egy 1787-ben eltöröltetett servita szerzetet és szentegyházat, melly váthiszentkutnak neveztetik, s mellyet gr. Nádasdy Ferencz koronaőr alapitott 1720-ban, s most is az emlitett nemzetség egy adományos lelkészt tart itt maga költségén. A szentegyházban látható csudatevő Szűz Máriához népes búcsújárások történnek."
1910-ben 919 magyar lakosa volt, Vas vármegye Szombathelyi járásához tartozott. Keleti határában a második világháborút követő időszakban 396 hektáros kiterjedésű szovjet katonai gyakorlótér működött. Ennek előzménye az 1931-ben, a rossz talajadottságú földeken kialakított sport-, később katonai repülőtér volt. A falu főutcáján állt egykori kastély építőanyagát a második világháború végének viharában a környéken élők széthordták.
Az M86-os gyorsforgalmi út elkerülő szakaszának átadásáig a községnek a legnagyobb gondot a 86-os főút hatalmasra duzzadt átmenő forgalma jelentette, emiatt korábban több tüntetés, félpályás útlezárás is uajlott a településen. 2009-ben elkészült a Vátot elkerülő útszakasz, mely a falu belső területeit tehermentesítette a térségen átvonuló, észak-déli irányú tranzitforgalomtól.
A 21. század elején település délnyugati határában (Porpác községgel közösen) repülőtér építését tervezték Savaria Airport néven. A repülőtér kérdéséről népszavazást is tartottak 2009. február 1-jén, melyen a többség támogatásáról biztosította a beruházást. A repülőtér megvalósítása később mégis meghiúsult.

## Közélete

### Polgármesterei
- 1990–1994: Bakler Csaba (független)[8]
- 1994–1998: Bakler Csaba (független)[9]
- 1998–2000: Horváth Bertalan (független)[10]
- 2000–2002: Imre Gábor (független)[11][12]
- 2002–2005: Imre Gábor (független)[13]
- 2005–2006: Bíró József (független)[14]
- 2006–2010: Bíró József (független)[15]
- 2010–2014: Bíró József (független)[16]
- 2014–2019: Pup József István (független)[17]
- 2019–2024: Pup József István (független)[1]
- 2024– :

A településen 2000. augusztus 6-án időközi polgármester-választást tartottak, az előző polgármester lemondása miatt.
A következő önkormányzati ciklus végéhez közeledve, 2005. december 4-én újabb időközi polgármester-választást kellett tartani Váton, ezúttal az addigi polgármester halála miatt.

## Népesség
A település népességének változása:
| Lakosok száma | 671  | 659  | 659  | 678  | 638  | 609  | 607  |
|               | 2013 | 2014 | 2015 | 2021 | 2022 | 2023 | 2024 |

A 2011-es népszámlálás során a lakosok 85,3%-a magyarnak, 0,4% németnek, 0,3% ukránnak mondta magát (14,7% nem nyilatkozott; a kettős identitások miatt a végösszeg nagyobb lehet 100%-nál). A vallási megoszlás a következő volt: római katolikus 76,6%, református 0,3%, evangélikus 0,3%, felekezet nélküli 1,2% (21,7% nem nyilatkozott).
2022-ben a lakosság 94,4%-a vallotta magát magyarnak, 1,3% németnek, 0,8% szlovénnek, 0,2% ukránnak, 0,8% egyéb, nem hazai nemzetiségűnek (5,6% nem nyilatkozott; a kettős identitások miatt a végösszeg nagyobb lehet 100%-nál). Vallásuk szerint 53,8% volt római katolikus, 1,1% református, 0,5% evangélikus, 0,2% görög katolikus, 1,7% egyéb keresztény, 2,4% egyéb katolikus, 3,8% felekezeten kívüli (36,5% nem válaszolt).

## Nevezetességei
- A falu római katolikus temploma Szent Kozma és Damján tiszteletére van szentelve. A külső az 1960-as években, a belseje legutóbb az 1990-es években volt felújítva. A legutolsó megújítására 2014-ben került sor. Külső homlokzata 15 millió forint támogatásból, belseje 10 millió forint adományokból újult meg. Felszentelésére 2015. február 7-én került sor.[22]
- Kegyhelye egy csodatevő forrás fölé épült. Több mint 300 éves zarándokhely, templomát 1720-ban Nádasdy Tamás építette. 1734-ben szervitákat telepítettek ide. Kolostor is épült a templom mellé, melyet 1788-ban II. József rendeletére a szerviták elhagytak. A kolostort később lebontották, a kegytemplom azonban megmaradt és 1945-ben szentélyét, mint Szentkút kápolna újjáépítették.
- 1842-ben a leírások említést tesznek a váti kastélyról, amely a felsőlendvai uradalom része és herceg Dietrichstein József tulajdona. A kastély 9 szobás, kőből épült fazsindelyes, amihez 2 konyha, 1 kamra, 2 istálló, 1 alápincézett szekérszín is tartozik. 1898-ban már egy Zierer Vilmos nevű bécsi bankár tulajdona az épület. Átépítése nem köthető pontosan időhöz, de a 20. század elején már egyemeletes romantikus stílusú épületként áll a Fő utca és Magyar László utca sarkán. Az épületet 1906-ban a Csillag család vásárolta meg, amelyben később Csillag Béla híres metszetgyűjteményét is tartotta. A II. világháború alatt Csillag Márton elhagyta az épületet, majd az oroszok költöztek abba be. Amikor elhagyták a tetőszerkezet is romos állapotú volt. Az épületet 1947-ben lebontották, bútorait széthordták. A kastélyhoz tartozó 3000 holdas birtokot felosztották. A kastély területét felparcellázták és mára beépítették.
- Csillag gyűjtemény A gyűjtemény összeállítását Csillag Béla kezdte meg. 1936-ban Csillag Márton - Béla öccse - adta ki a Buda-Pesti képek, könyvek Csillag Béla gyűjteményében című kis katalógust. Csillag is és fiai is jövedelmük jelentős részét a haza javára igyekeztek fordítani és virilisták lévén a község, sőt a vármegye megbecsült polgáraiként tisztelték őket. Az egész család műértő volt és jelentős összegeket fordítottak műtárgyak vásárlására. 1934-ben, a mai Savaria Múzeumban megrendezett Műtörténeti Kiállításon Csillag Márton kilenc műtárggyal szerepelt, 1936-ban pedig a szombathelyi Iparos Székházban Csillag Béla grafikai gyűjteményéből nyílt kiállítás. Az 1934-ben, 33 éves korában elhunyt Csillag Béla országosan is jelentős gyűjteményt hagyott hátra. A Csillag gyűjtemény maradványait alkották: levelek, Liszt Ferenc aranykeretbe foglalt hajfürtje, amelyet a háború után az Elhagyott Javak Kormánybiztossága megmentett. A Budapestet ábrázoló metszet gyűjteménynek az elefántcsont-faragványokkal együtt viszont nyoma veszett.[23]

## A kegyhely története
A váti kegyhely a 17. század második felében válik ismertté. A források szerint a környék Nádasdy Tamás kedvenc vadászterületei közé tartozott. Egy napon, amikor a főúr éppen a tisztáson reggelizett egy koldust pillantott meg aki vak lován érkezett. A ló belegázolt a forrás vizébe, mely a szemébe fröccsent. A víztől a ló visszanyerte a látását. A csoda hatására Nádasdy elhatározta, hogy ezen a helyen kápolnát építtet. Az első kápolna még fából készült, majd nem sokkal később téglából építették fel. A kápolnát 1721. augusztus 20-án Mária Mennybemenetele tiszteletére Nádasdy László csanádi püspök, a főúr testvére szentelte fel. Nem sokkal ezután Nádasdy álmot látott, melyben a kápolna helyén kolostor állt, a forrás felett pedig Jézus jelent meg öt sebéből vért folyatva a vízbe. Az álom hatására Nádasdy megegyezett a szervitákkal, akik 1733-ban két szerzetest küldtek Vátra. A rendház 1750-re épült fel. Az útra merőlegesen fekvő emeletes téglalap alaprajzú épület volt, melyhez két templom, egy nagyobb és egy kisebb tartozott. A kisebb templom azonos lehetett az első, Nádasdy által épített kápolnával, kezdetben itt őrizték a kegyképet. A kegykép a Messinában őrzött csodatevő kegykép mintájára tűfestéssel készült. 1743. február 2-án helyezték el ünnepélyesen a templom főoltárán. Az atyák a nagyobb templom alatt épített kriptába temetkeztek. A templomot és a kolostort folyosó kötötte össze. 1788. július 1-jén II. József rendeletére bezárták a rendházat, a szerzetesek a rend még működő kolostoraiba távoztak. A helytartótanács az épületeket és a földet árverésre bocsátotta, melyet Nádasdy Mihály vásárolt vissza a család részére. Nádasdy az épületekre nem tartott igényt és nem engedélyezte az istentiszteleteket sem. Berendezését a környező szegényebb plébániák között osztották szét. Az épületek a 19. században pusztulásnak indultak, csak a kegytemplomot hozták rendbe a század második felében. A második világháborút követően a templom is az enyészeté lett, tetejét, falait elhordták. A templom hajóját le kellett bontani és 1964-ben csak a szentélyt tudták helyreállítani. A helyreállított kápolnát 1967. augusztus 20-án szentelték fel újra.

## Képgaléria

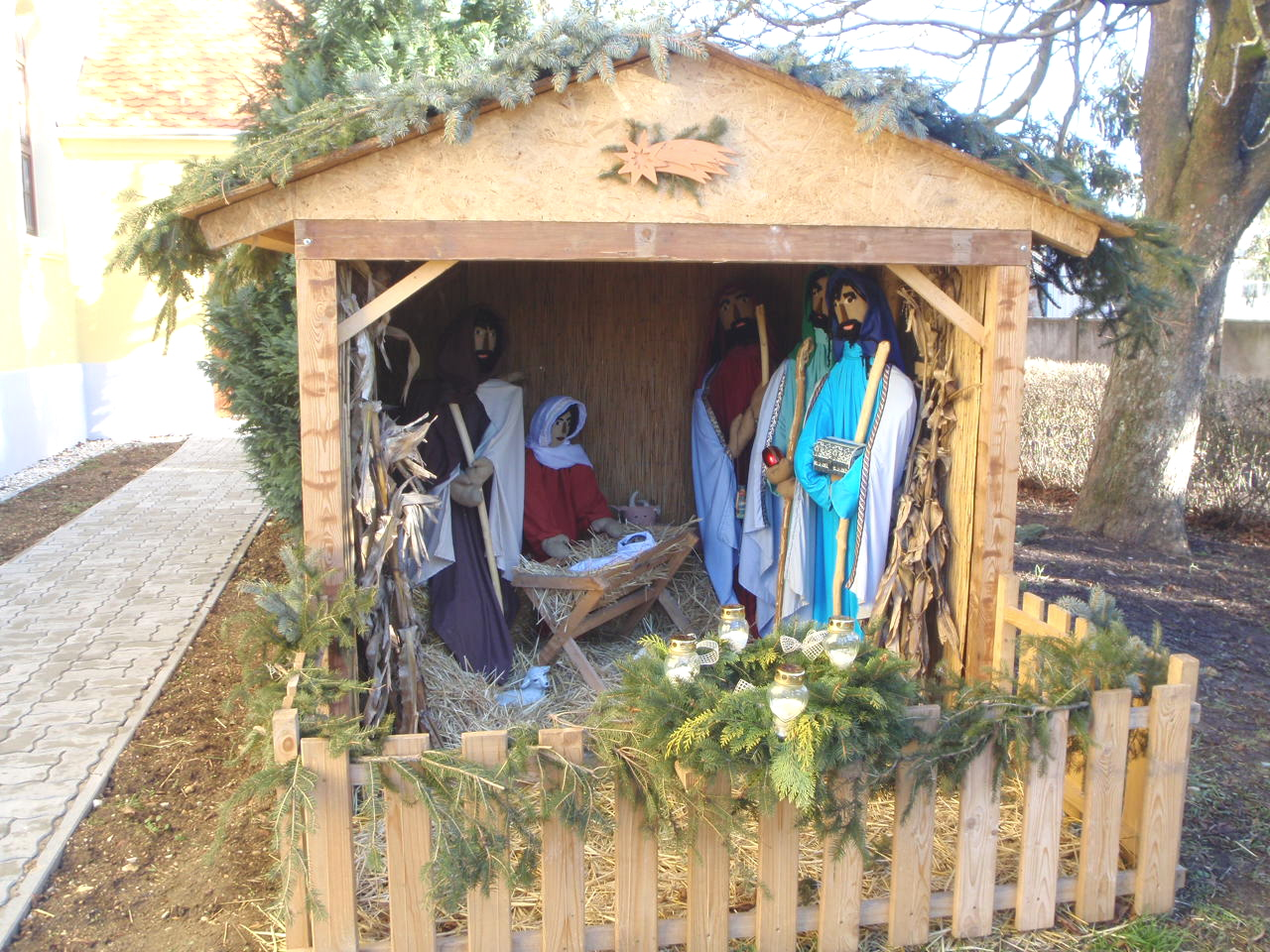
Betlehem a templomkertben, Kapuiné Szerdahelyi Szilvia alkotása
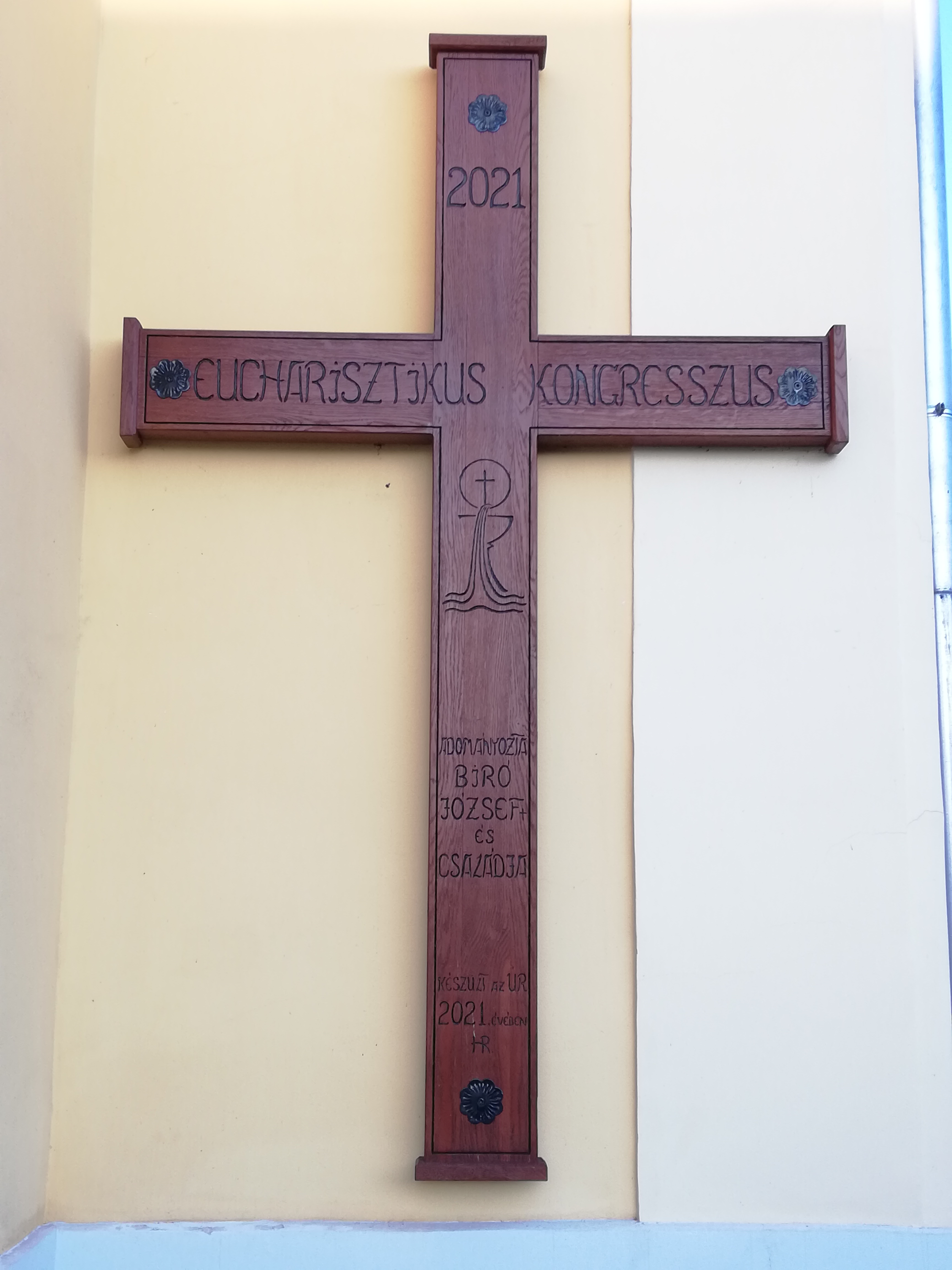
A 2021-es Eucharisztikus Kongresszus keresztje
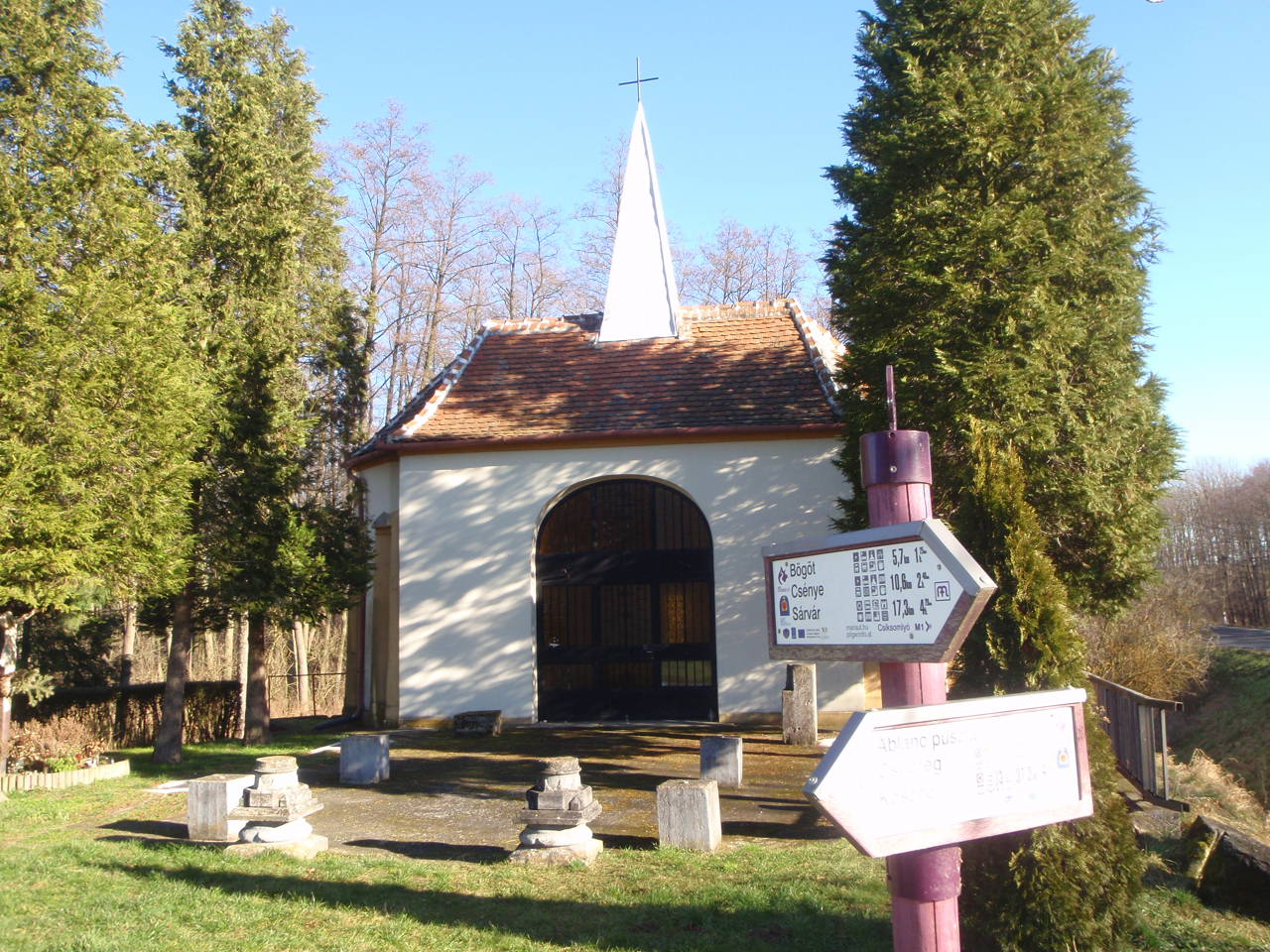
A Szentkút-kápolna és a rendház romjai
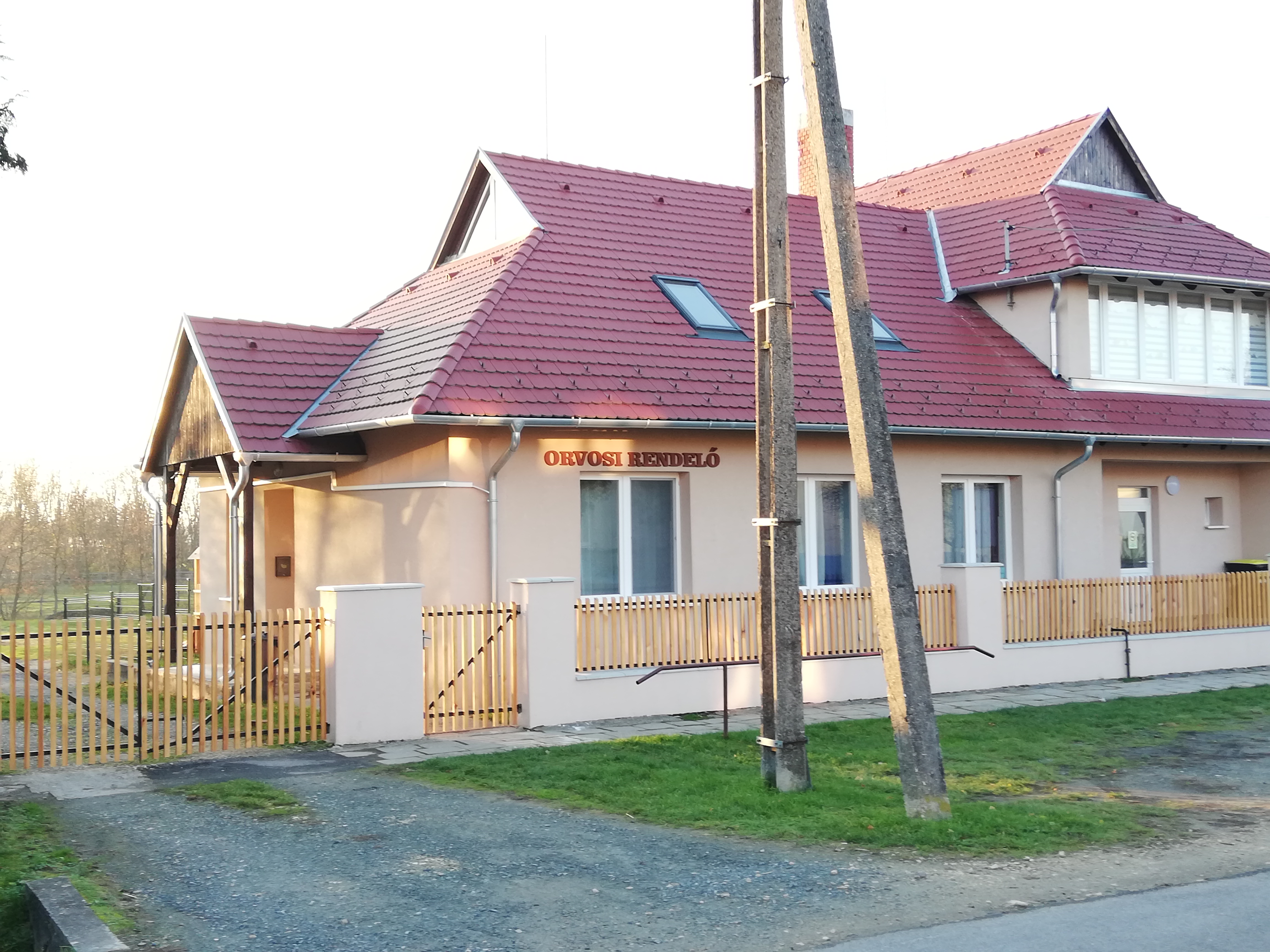
Orvosi rendelő
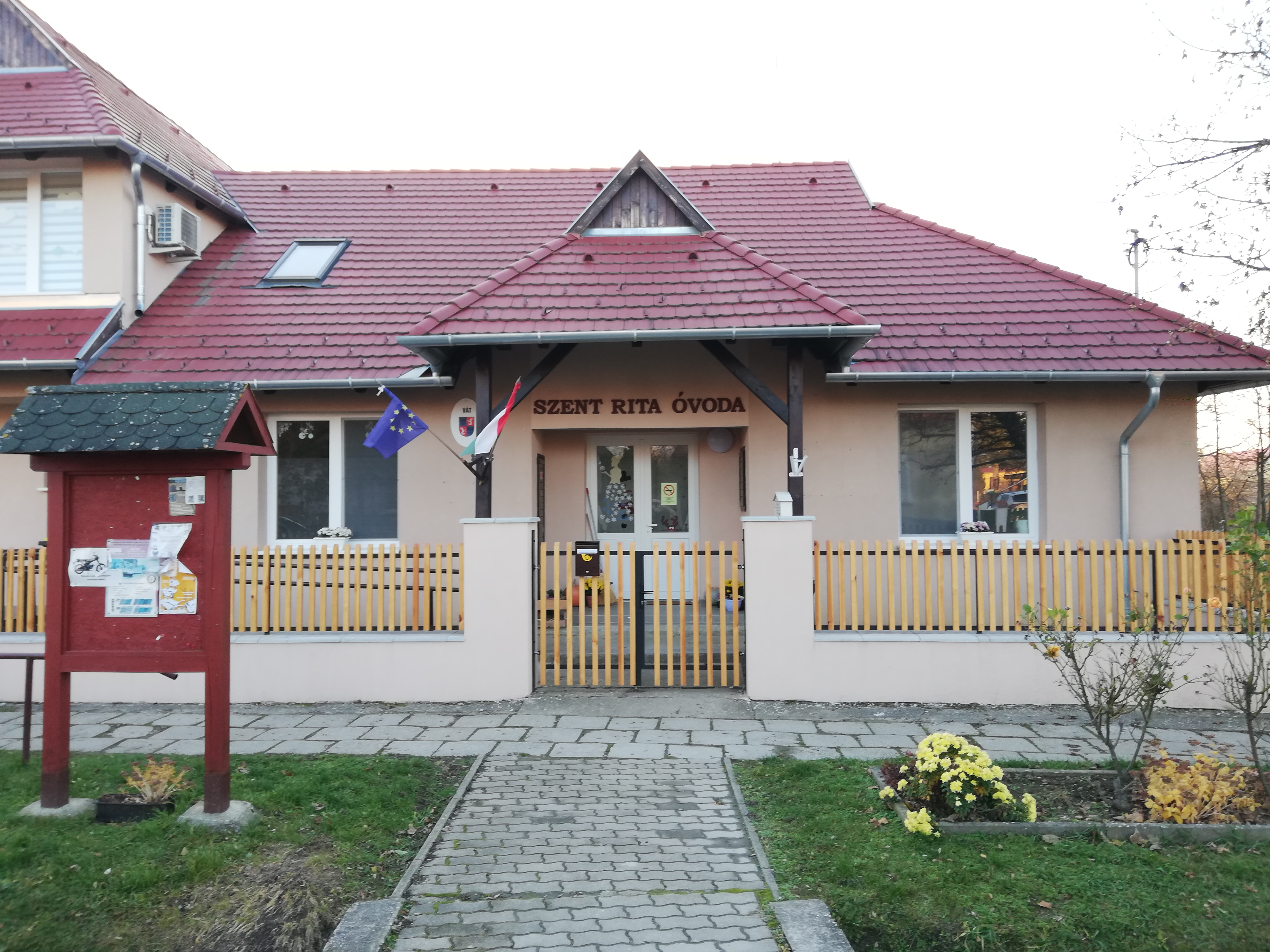
Szent Rita Óvoda
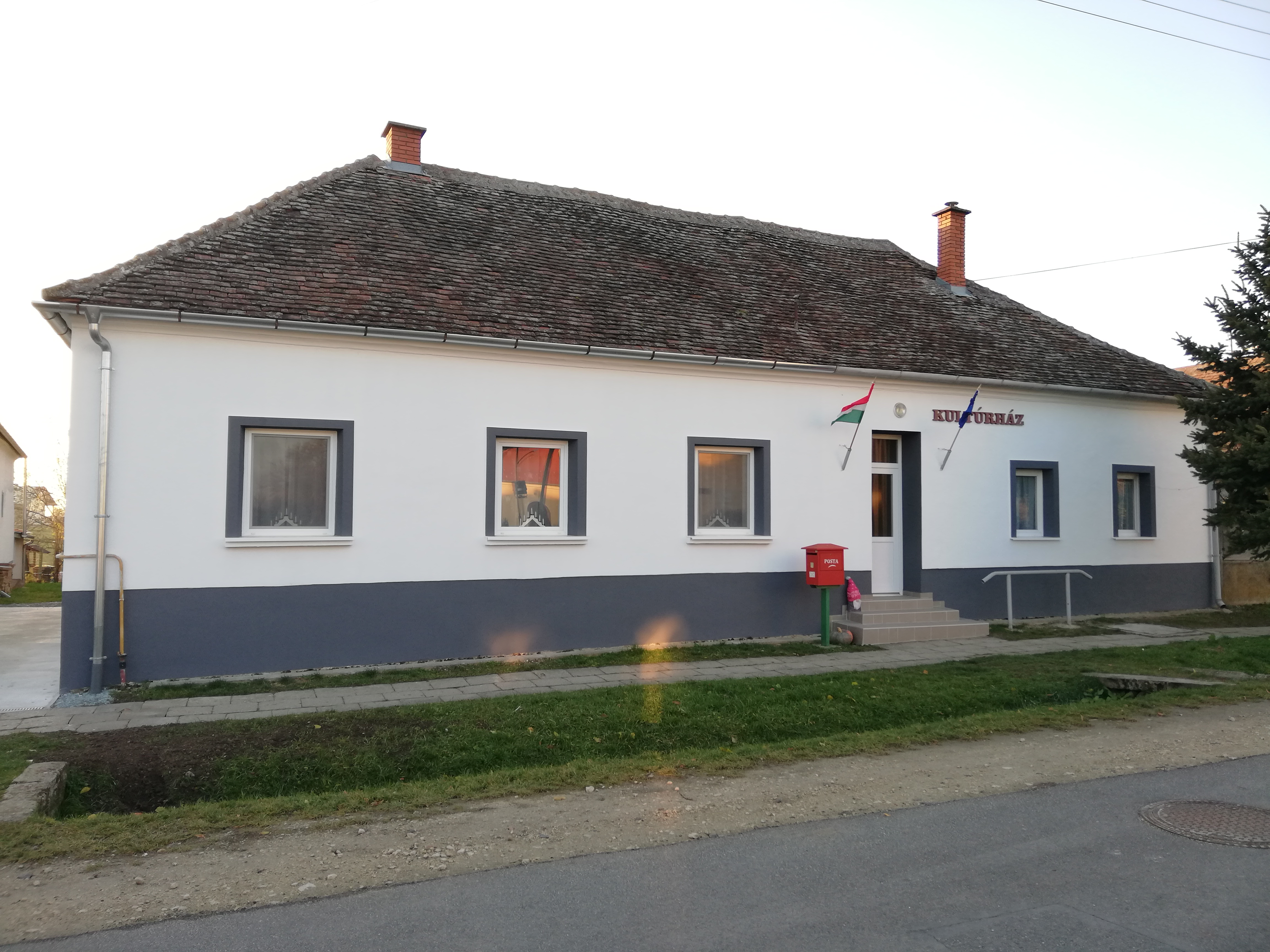
Kultúrház
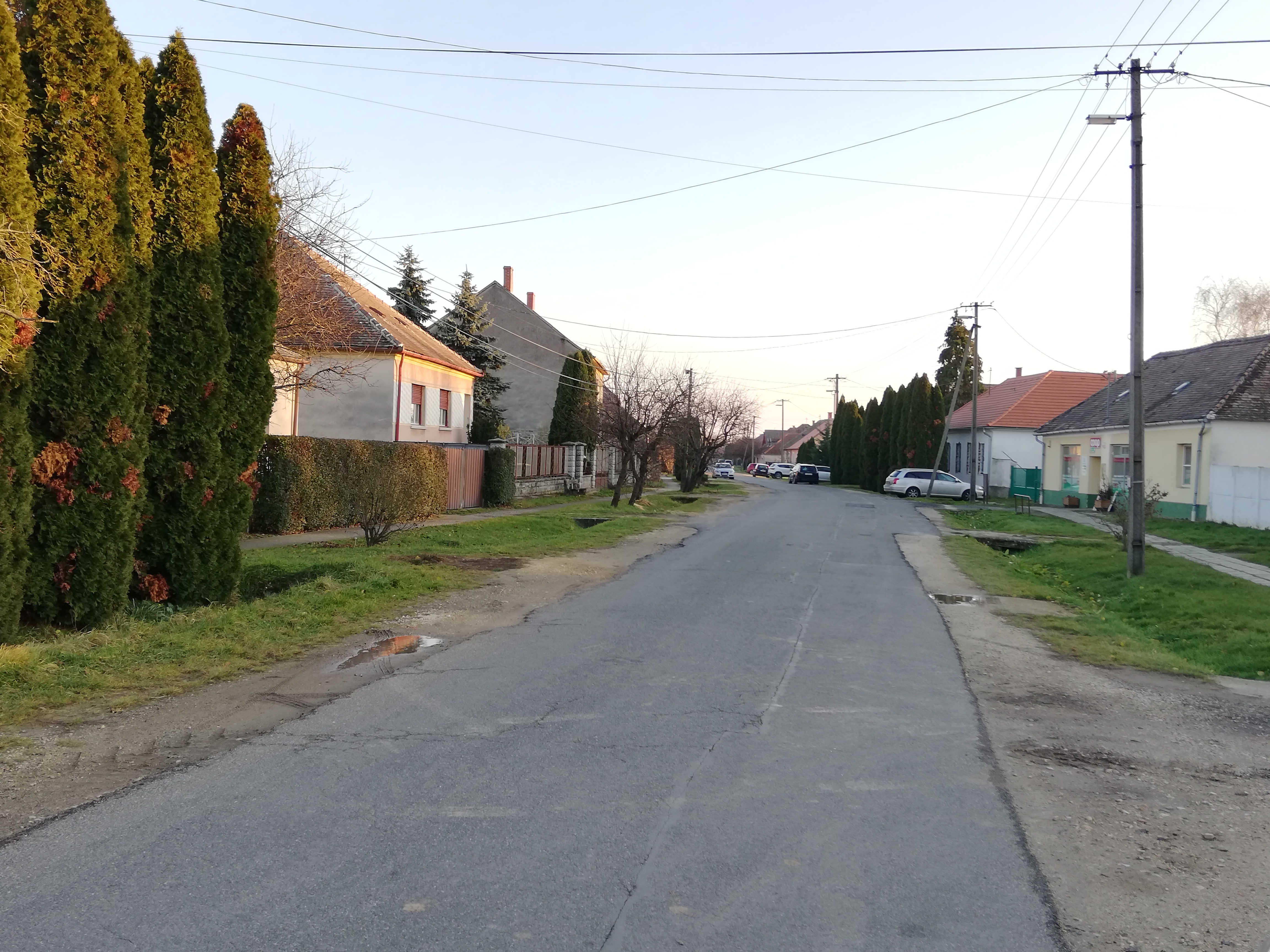
Vát főutcája a templomtól dél felé nézve
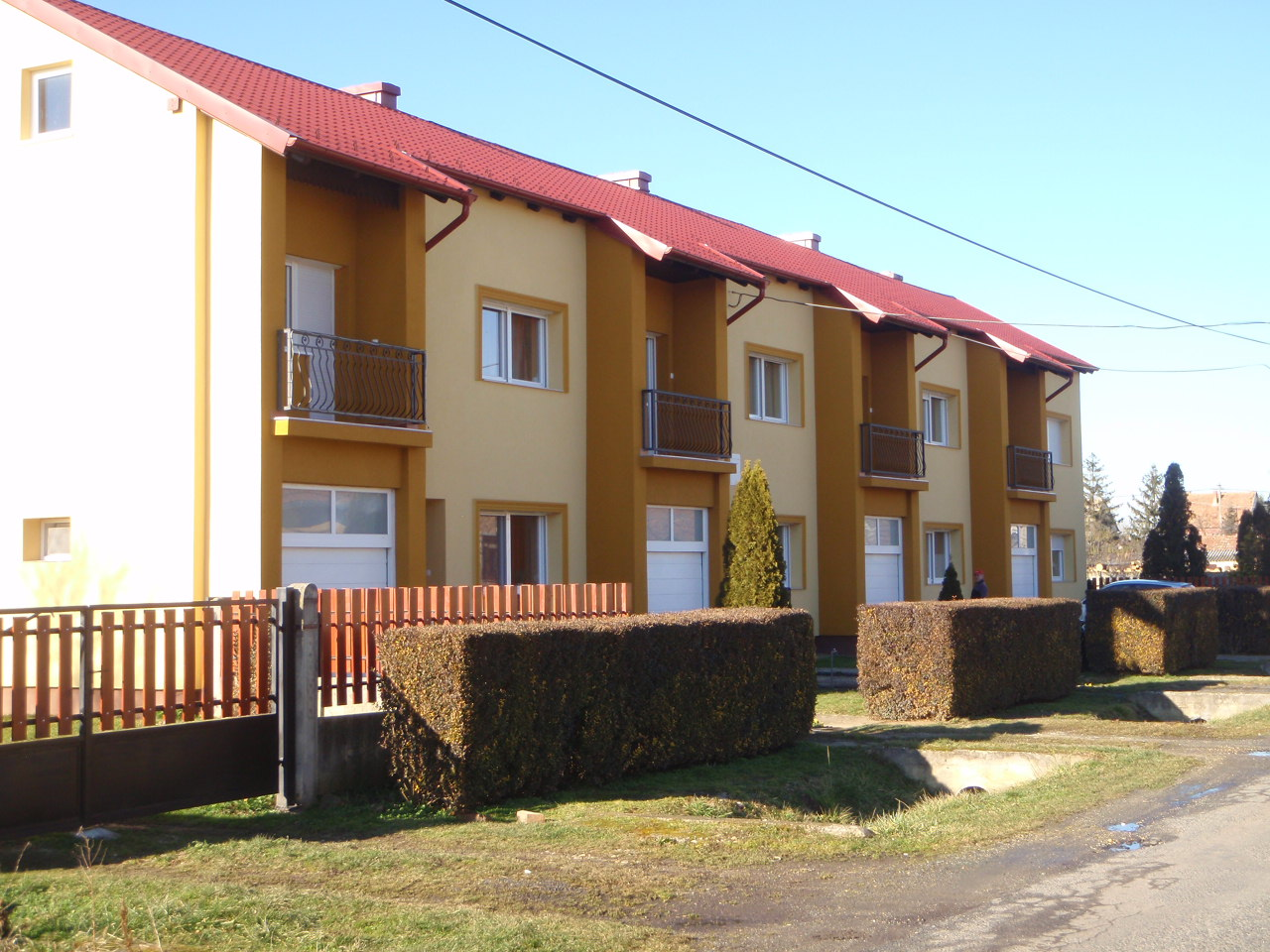
Kossuth utcai lakóház
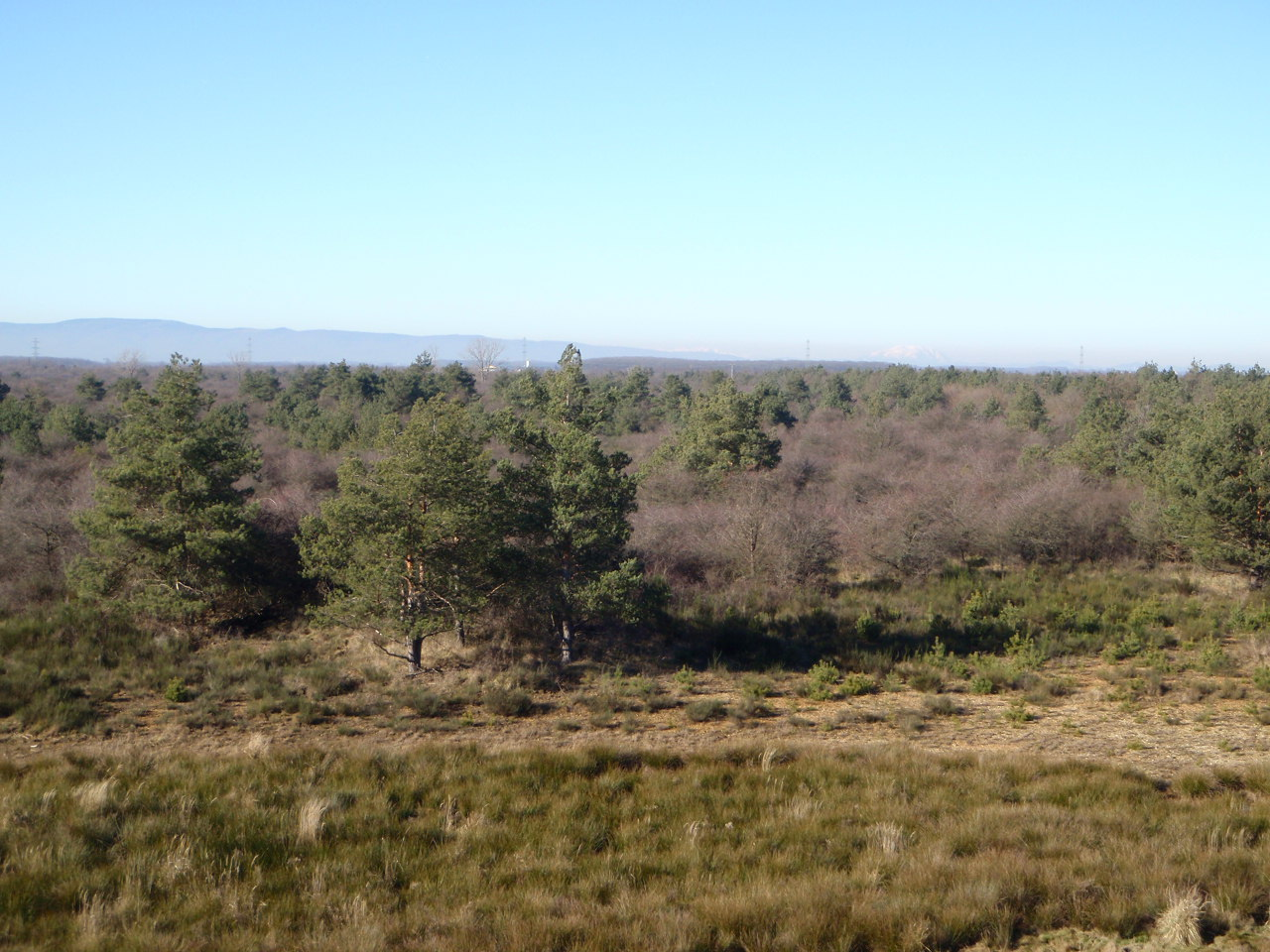
A havas Schneeberg látképe az M86-os felüljáróról, előtérben a volt honvédségi terület, mely ma Natura 2000 védelem alatt áll